# 1952 في أستراليا
فيما يلي قوائم الأحداث التي وقعت خلال عام 1952 في أستراليا.

## سياسة

### تعيين في المنصب
- 6 فبراير – إليزابيث الثانية عاهل أستراليا ‏.
- 29 نوفمبر – غوف وايتلام عضو مجلس النواب الأسترالي.

### انتهاء فترة المنصب
- 6 فبراير – جورج السادس ملك المملكة المتحدة عاهل أستراليا ‏.
- 28 أكتوبر – بيلي هيوز عضو مجلس النواب الأسترالي.

## مواليد

### يناير
- 1 يناير – نيكوس سالينكاروس

### مارس
- 7 مارس – بيل ميتشيل

### أبريل
- 8 أبريل – كيم وارويك لاعب كرة مضرب أسترالي.

### مايو
- 2 مايو – كريستوفر دويل[1]

### يونيو
- 15 يونيو – كلير مارتن سياسية أسترالية.

### أغسطس
- 7 أغسطس – مارك بونسر

### سبتمبر
- 8 سبتمبر – رود فراولي لاعب كرة مضرب أسترالي.

### نوفمبر
- 26 نوفمبر – ويندي تيرنبول لاعبة كرة مضرب أسترالية.[2]

### ديسمبر
- 9 ديسمبر – جون ماركس لاعب كرة مضرب أسترالي.

## وفيات

### سبتمبر
- 3 سبتمبر – بيل لانج (مواليد 1882) لاعب كرة قدم أسترالي.